# Angerpikett
Das Angerpikett war eine kleine Militärwache im Münchner Feuerlöschgerätehaus am Anger (später Heumarkt, ab 1886 St.-Jakobs-Platz).
Die aus 15 Kavalleristen bestehende Wache ist seit 1808 sicher nachgewiesen und wurde offiziell auch „Wachlokal im städtischen Feuerhaus am Anger“ genannt. Ihre Aufgabe war einerseits die Verstärkung der Hauptwache am Schrannenplatz und andererseits die schnelle Alarmierung der Feuerlöschmannschaften im Brandfall. Neben den Mannschaftsunterkünften befanden sich auch Stallungen für die Pferde der Wachtruppe im Gebäude.
Als 1879 die Münchner Berufsfeuerwehr gegründet wurde, wurde das Gebäude am Anger als „Hauptfeuerhaus“ weitergenutzt. Nachdem 1904 die neue Hauptfeuerwache an der Blumenstraße gebaut worden war, wurde die Präsenz der Soldaten der bayerischen Armee durch die dauerhafte Anwesenheit der Feuerwehrleute überflüssig, daher wurde das Angerpikett aufgegeben.